# Клубен
Клубените са уголемени структури в някои растителни видове, използвани като органи за съхранение на хранителни вещества. Те се използват за растежа на растението (оцеляване през зимните или сухите месеци), за осигуряване на енергия и хранителни вещества за повторно развитие през следващия вегетационен период и като средство за безполово размножаване. Стволовите клубени образуват удебелени коренища (подземни стъбла) или столони (хоризонтални връзки между организмите). Общите растителни видове със стволови клубени включват картофи и сладки картофи. Някои източници третират също модифицирани странични корени (коренови клубени) съгласно определението; те се срещат в сладък картоф, маниока и далия.